# Saint-Nicolas (Sainte-Marie-Kerque)
Saint-Nicolas, ook wel Saint-Nicolas-sur-l'Aa (Nederlands: Sint-Niklaas aan de Aa) is een dorp in de Franse gemeente Sainte-Marie-Kerque in het departement Pas-de-Calais. De plaats ligt op de linkeroever van de Aa, die er de grens vormt met het Noorderdepartement. Ook aan de overkant van de Aa bevinden enkele huizen, op het grondgebied van de gemeente Broekburg (Bourbourg).

## Geschiedenis
Het gebied lag vroeger aan het estuarium van de Aa, dat in de vroege middeleeuwen geleidelijk aan drooggelegd werd. Het gebied werd bekend als het Land van den Hoek (Pays de Langle) en omvatte de parochies Saint-Folquin (Sint-Volkwin), Saint-Omer-Capelle (Sint-Omaarskapelle), Sainte-Marie-Kerque (Sinte-Mariakerke) en Saint-Nicolas (Sint-Niklaas).
Op het eind van het ancien régime aan het eind van de 18de eeuw werd Saint-Nicolas een gemeente, waarbij van 1790 tot 1794 ook het gehucht Mannequebeurre (Monnikenbure), nu bij Saint-Folquin, behoorde. Door de revolutionairen werd omwille van de ontkerstening de gemeente een tijd Libre-sur-l'Aa genoemd.
In 1822 werd de gemeente uiteindelijk bij de gemeente Sainte-Marie-Kerque gevoegd.

## Taal
Saint-Nicolas lag in de middeleeuwen nog in het Nederlandse taalgebied, maar raakte geleidelijk verfranst, al blijkt dat er tot in de 18de en 19de eeuw nog Vlaams voor kwam.

## Bezienswaardigheden
- De Église Saint-Nicolas